# Piero Vivarelli
Piero Vivarelli (Siena, 26 febbraio 1927 – Roma, 7 settembre 2010) è stato un regista, sceneggiatore, attore e paroliere italiano.
Firmò molti dei suoi film con lo pseudonimo di Donald Murray.

## Biografia
Come il fratello minore Roberto, Piero Vivarelli aderì giovanissimo alla Repubblica di Salò come volontario della Xª Flottiglia MAS dopo la morte del padre nel 1942 per mano di partigiani jugoslavi, e nel dopoguerra militò per breve tempo nell'organizzazione giovanile del Movimento Sociale Italiano. Circa la sua scelta giovanile, nel 2001 affermò: «non riesco a vergognarmene anche se capisco benissimo, guardando le cose in una distante prospettiva storica, di aver combattuto dalla parte sbagliata. Se mi riporto ad allora, tuttavia, non mi sembra di aver sbagliato affatto». Dal 1949 al 1990 fu un militante del Partito Comunista Italiano.
Tra i suoi film più noti Rita, la figlia americana, con Totò, Rita Pavone e i Rokes (1965), Mister X (1967) e Satanik (1968), tratti dai fumetti neri, Il dio serpente, con Nadia Cassini (1970) e Il Decamerone nero (1972). Il suo ultimo film fu la commedia La rumbera (1998), storia di una danzatrice cubana.
Inoltre, nel 1959, diresse e interpretò la versione italiana del film Dai, Johnny, dai! (Go Johnny Go!), con Adriano Celentano nel ruolo di se stesso e di narratore.
Nel 1960 ideò il programma radiofonico La coppa del Jazz. Nel 1979 diresse Nella misura in cui..., film per certi versi autobiografico.
Fu noto anche per l'attività di paroliere: suoi sono i testi delle canzoni 24.000 baci e Il tuo bacio è come un rock, cantate da Adriano Celentano. Scrisse inoltre per Mina (Vorrei sapere perché), Little Tony (Che tipo rock), e Peppino Di Capri (Non siamo più insieme e Domani è un altro giorno). Fu presidente della commissione selezionatrice delle canzoni del Festival di Sanremo
Fu l'unico italiano a ricevere da Fidel Castro la tessera del Partito Comunista di Cuba.
Pubblicò un romanzo autobiografico, Più buio che a mezzanotte non viene, per le Edizioni dell'Oleandro.
Malato di cuore, morì a Roma nel 2010.

## Vita privata
Ebbe due figli, l'attore e produttore esecutivo Alessandro Vivarelli e Oliviero Vivarelli, autore e produttore. In seconde nozze aveva sposato l'attrice Beryl Cunningham.
In una puntata del Maurizio Costanzo Show rivelò la sua grande passione per le donne nere, anche transessuali, e ricordò di aver avuto delle storie d'amore con queste ultime, in particolare Raquel Ferrari, l'interprete del film Geometra Prinetti selvaggiamente Osvaldo (1976) di Ferdinando Baldi.

## Filmografia

### Regista
- Dai, Johnny, dai! (Go, Johnny, Go!) (1959) – edizione italiana
- Sanremo - La grande sfida (1960)
- Io bacio... tu baci (1961)
- Oggi a Berlino (1962)
- Il vuoto (1964)
- Super rapina a Milano (1964)
- Rita, la figlia americana (1965)
- Mister X (1967)
- Satanik (1968)
- Il dio serpente (1970)
- Il Decamerone nero (1972)
- Codice d'amore orientale (1974)
- Nella misura in cui (1979)
- L'addio a Enrico Berlinguer – documentario (1984)
- La rumbera (1998)
- Provocazione (1988)

### Sceneggiatore
- Ciao, pais... regia di Osvaldo Langini (1956)
- Io bacio... tu baci (1961)
- Oggi a Berlino (1962)
- Rita, la figlia americana (1965)
- Django (1966)
- Il dio serpente (1970)
- Il Decamerone nero (1972)
- Nella misura in cui (1979)
- Quando ancora non c'erano i Beatles, regia di Marcello Aliprandi – miniserie TV (1988)
- La rumbera (1998)
- Provocazione (1988)

### Attore
- Dai, Johnny, dai! (1959)
- Sanremo - La grande sfida (1960)
- Satanik (1968)
- State buoni se potete (1983)
- La rumbera (1998)
- Provocazione (1988)

## Programmi radiofonici Rai
- Tempo di jazz, un programma di Piero Vivarelli, trasmesso il 10 giugno 1959.
- La coppa del jazz, torneo dei complessi jazz italiani, presentato da Brunella Tocci, testi di Piero Vivarelli, trasmessa il febbraio marzo 1960.

## Libri
- Più buio che a mezzanotte non viene. Neoromanzo storico, Edizioni dell'Oleandro, 1999.